# یویا فوکودا
یویا فوکودا (ژاپنی: 福田 湧矢؛ زادهٔ ۴ آوریل ۱۹۹۹) یک بازیکن فوتبال اهل ژاپن است.
از باشگاه‌هایی که در آن بازی کرده‌است می‌توان به باشگاه فوتبال گامبا اوساکا اشاره کرد.